# Eggby-Öglunda församling
Eggby-Öglunda församling var en församling i Skara pastorat i Skara-Barne kontrakt i Skara stift. Församlingen låg i Skara kommun i Västra Götalands län. Församlingen uppgick 2018 i Valle församling.

## Administrativ historik
Församlingen bildades 2006 genom sammanslagning av Eggby-Istrums församling och Öglunda församling och ingick därter i Skara pastorat. Församlingen uppgick 2018 i Valle församling.
Församlingskod var 149504

## Kyrkor
- Eggby kyrka
- Öglunda kyrka